# य़
Cette page contient des caractères spéciaux ou non latins. S’ils s’affichent mal (▯, ?, etc.), consultez la page d’aide Unicode.
य़, appelé ya noukta, ẏa ou yya et transcrit ẏ, est une consonne de l’alphasyllabaire devanagari. Elle est formée d’un ya ‹ य › et d’un point souscrit.

## Utilisation
Dans la tradition Mādhyandina du Vājasaneyisamhitā, le y en début d’énoncé est produit comme j ([dʒ]), ainsi que le y en début de mot après une voyelle ou quand il est doublé, par exemple dans yajñena yajñam atanvata, les deux premiers mots sont prononcés avec un j- initial et vīryyam est prononcé avec -rjja-. Cette prononciation est représentée à l’aide d’un ya barré ‹ ॺ › ou d’un ya pointé ‹ य़ ›.
En magar, le ya noukta est utilisé pour transcrire une consonne spirante palatale voisée murmurée /jʱ/.

## Représentations informatiques
- précomposé

| formes | représentations | chaînes de caractères | points de code | descriptions                                     |
| ------ | --------------- | --------------------- | -------------- | ------------------------------------------------ |
| pleine | य़               | य़                     | U+095E         | lettre devanagari yya                            |
| morte  | य़्               | य़◌्                    | U+095F U+094D  | lettre devanagari yya, symbole devanagari virama |

- décomposé

| formes | représentations | chaînes de caractères | points de code       | descriptions                                                               |
| ------ | --------------- | --------------------- | -------------------- | -------------------------------------------------------------------------- |
| pleine | य़               | य़                     | U+092F U+093C        | lettre devanagari ya, symbole devanagari noukta                            |
| morte  | य़्               | य़◌्                    | U+092F U+093C U+094D | lettre devanagari ya, symbole devanagari noukta, symbole devanagari virama |

## Sources
- (en) George Cardona, « Sanskrit », dans George Cardona et Dhanesh Jain, The Indo-Aryan languages, Routledge, 2003, 115–178 p. (ISBN 978-0-700-71130-7 et 978-0-415-77294-5)
- (mgp) Prem Pulami Magar, Buddhe Saru Magar et Bhul Khamcha Magar, लाङ्‌घालीकूङ माऱाङ्‌चो-ममाऱाङ्‌चो बाट्‌को,‎ 2013 (lire en ligne)